# Aeroportul Internațional Norman Manley
Aeroportul Internațional Norman Manley (IATA: KIN, ICAO: MKJP) este un aeroport din Palisadoes⁠(d), Jamaica ce deservește zona Kingston. Aeroportul a fost tranzitat în 2023 de 1.748.100 de pasageri. A fost numit după Norman Manley⁠(d).
Situat la o altitudine de 3 m, aeroportul dispune de 1 pistă.

## Infrastructură

### Piste
Aeroportul dispune de o singură pistă. Pista 12/30 are suprafața de asfalt și dimensiunile 2.716 m × 45 m. 